# Sandby Kirke (Lolland)
 For alternative betydninger, se Sandby Kirke. (Se også artikler, som begynder med Sandby Kirke)
Sandby Kirke ligger på det nordvestlige Lolland. Administrativt ligger den i Lolland Vestre Provsti i Lolland Kommune. Indtil kommunalreformen i 2007 lå den i Ravnsborg Kommune, Storstrøms Amt og Lolland Nørre Provsti.